# Liste der Alben in den Billboard-Charts (1945)
Die Liste der Billboard-Alben (1945) ist eine vollständige Liste der Alben, die sich mit Beginn der offiziellen Billboard-Albumwertung vom 24. März im Kalenderjahr 1945 platzieren konnten. Die über das Jahr ermittelten Top 5 (Ausnahme: Top 8 am 24. März 1945) setzten sich aus den Verkaufszahlen von mehr als zweihundert Vertriebsläden im Gesamtgebiet der Vereinigten Staaten zusammen.  In diesem Jahr platzierten sich insgesamt 34 Alben.

## Statistik

### Jahresanteil nach Labeln
| Label    | Anzahl Titel | Interpreten |
| -------- | ------------ | --- |
| Capitol  | 5            | Billy Butterfield, the Dinning Sisters, the King Cole Trio, Freddie Slack, Paul Weston |
| Columbia | 8            | Frankie Carle, Xavier Cugat, Eddy Duchin, Morton Gould, Johnny Green, Danny Kaye, Andre Kostelanetz, Phil Spitalny                                                                                            |
| Decca    | 7            | Nestor Amaral, Bing Crosby, Judy Garland, Ray Gilbert, Edwin Lester, Bando da Lua, Georgie Stoll, Charles Wolcott                                                                                             |
| Victor   | 14           | Albert Ammons, Tommy Dorsey, Benny Goodman, Pete Johnson, Sammy Kaye, Jeanette MacDonald, Lauritz Melchior, Robert Merrill, Glenn Miller, Vaughn Monroe, Artie Shaw, Dinah Shore, Charlie Spivak, Mark Warnow |

## Tabelle
| Interpret | Titel                                                                                    | Charteinstieg | Wochen | BP | Genre Stil                                          | Info |
| --- | ---------------------------------------------------------------------------------------- | ------------- | ------ | -- | --------------------------------------------------- | ---- |
| Lawrence Brooks, Helena Bliss, Robert Shafer, Sig Arno, Ivy Scott, Walter Kingsford, Gwen Jones, Kent Edwards & Kitty Carlisle with Arthur Kay & The Song Of Norway Orchestra & Chorus | Song of Norway Decca A-382                                                               | 31.03.1945    | 11     | 1  | Stage & Screen Musical                              |      |
| Billy Butterfield & his Orchestra | Gershwin Capitol BD 10                                                                   | 15.09.1945    | 2      | 4  | Jazz, Stage & Screen Musical                        |      |
| Frankie Carle | Frankie Carle and his Girl Friends Columbia C-97                                         | 20.10.1945    | 4      | 4  | Jazz Swing                                          |      |
| Bing Crosby | Going My Way Decca A-405                                                                 | 13.10.1945    | 11     | 1  | Pop. Stage & Screen Soundtrack, Musical, Vocal      |      |
| Bing Crosby | Merry Christmas Decca A-403                                                              | 01.12.1945    | 4      | 1  | Jazz, Pop Vocal                                     |      |
| Xavier Cugat & his Waldorf-Astoria Orchestra | Cugat's Favorite Rhumbas Columbia C-110                                                  | 24.11.1945    | 4      | 3  | Jazz, Latin, Pop Latin Jazz, Easy Listening, Rumba  |      |
| The Dinning Sisters | Songs by the Dinning Sisters Capitol BD-7                                                | 02.06.1945    | 4      | 3  | Jazz, Pop Vocal                                     |      |
| Tommy Dorsey & his Orchestra | Getting Sentimental with Tommy Dorsey - A Volume of his Famous Hits Victor P-80          | 24.03.1945    | 2      | 4  | Jazz Big Band, Swing                                |      |
| Tommy Dorsey, Glenn Miller, Benny Goodman & Artie Shaw | Up Swing Victor P-146                                                                    | 24.03.1945    | 2      | 5  | Jazz Big Band, Swing                                |      |
| Alfred Drake, Joan Roberts, Howard Da Silva, Celeste Holm & Lee Dixon with Jay Blackton & the Oklahoma Orchestra & Chorus                                                              | Oklahoma! - Selections from the Theatre Guild Musical Play Decca A-359                   | 24.03.1945    | 2      | 4  | Stage & Screen Musical                              |      |
| Eddy Duchin | Duchin Reminisces Columbia C-105                                                         | 29.09.1945    | 3      | 2  | Jazz Easy Listening                                 |      |
| Eddy Duchin | Gershwin Columbia C-52                                                                   | 22.09.1945    | 1      | 4  | Pop Stage & Screen                                  |      |
| Judy Garland with Georgie Stoll & his Orchestra | Meet Me in St. Louis Decca A-380                                                         | 24.03.1945    | 5      | 2  | Jazz, Stage & Screen Big Band, Soundtrack           |      |
| Benny Goodman | Hot Jazz Vol. II Victor HJ-2                                                             | 14.04.1945    | 1      | 3  | Jazz Swing                                          |      |
| Morton Gould & his Orchestra | After Dark Columbia C-107                                                                | 14.04.1945    | 13     | 2  | Jazz Easy Listening                                 |      |
| Pete Johnson & Albert Ammons | 8 to the Bar - Two Piano Boogie Woogie for Dancing Victor P-69                           | 24.03.1945    | 11     | 2  | Jazz, Blues Boogie Woogie                           |      |
| Danny Kaye with Johnny Green & his Orchestra | Danny Kaye Columbia C-91                                                                 | 24.03.1945    | 2      | 3  | Pop, Stage & Screen Comedy, Novelty, Vocal, Musical |      |
| Sammy Kaye & his Orchestra | Stephen Foster Favorites Victor P-140                                                    | 15.09.1945    | 1      | 3  | Jazz Big Band                                       |      |
| The King Cole Trio | The King Cole Trio Capitol A-8                                                           | 15.09.1945    | 34     | 1  | Jazz, Pop Swing                                     |      |
| Andre Kostelanetz & his Orchestra | Music of George Gershwin Columbia MM-559                                                 | 13.10.1945    | 2      | 5  | Jazz, Classical, Stage & Screen                     |      |
| Jeanette MacDonald & Robert Merrill | Up in Central Park Victor M-991                                                          | 26.05.1945    | 5      | 2  | Stage & Screen Musical                              |      |
| Lauritz Melchior | Songs and Scenes from the Metro-Goldwyn-Mayer Picture "Thrill of a Romance" Victor M-990 | 28.07.1945    | 7      | 2  | Classical Opera, Soundtrack                         |      |
| Glenn Miller & his Orchestra | An Album of Outstanding Arrangements Victor P-148                                        | 24.03.1945    | 25     | 1  | Jazz, Pop Big Band                                  |      |
| Vaughn Monroe & his Orchestra | On the Moon-Beam Victor P-142                                                            | 20.10.1945    | 10     | 1  | Jazz Big Band                                       |      |
| John Raitt, Jan Clayton, Jean Darling, Christine Johnson, Eric Mattson, Murvyn Vye & Connie Baxter with Joseph Littau & the Carousel Orchestra & Chorus                                | Carousel - Selections from the Theatre Guild Musical Play Decca A-400                    | 21.07.1945    | 15     | 1  | Stage & Screen Musical                              |      |
| Artie Shaw & his Orchestra | Four Star Favorites Victor P-85                                                          | 28.07.1945    | 1      | 4  | Jazz Big Band                                       |      |
| Dinah Shore | Gershwin Show Hits Victor SP-5                                                           | 25.08.1945    | 1      | 4  | Pop Vocal                                           |      |
| Dinah Shore | Musical Orchids Victor P-139                                                             | 15.09.1945    | 1      | 4  | Pop                                                 |      |
| Freddie Slack & his Orchestra | Freddie Slack's Boogie Woogie Capitol BD-12                                              | 01.09.1945    | 14     | 1  | Jazz Big Band                                       |      |
| Charlie Spivak & his Orchestra | Charlie Spivak Plays Selections from Gershwin's Folk-Opera Porgy and Bess Victor SP-6    | 18.08.1945    | 4      | 3  | Jazz, Pop                                           |      |
| Phil Spitalny & the Hour of Charm All-Girl Orchestra | Favorite Melodies from the Hours of Charm Columbia C-108                                 | 15.09.1945    | 1      | 4  | Classical, Brass & Military Religious, Choral       |      |
| Mark Warnow & his Orchestra | Your Hit Parade Victor P-121                                                             | 24.03.1945    | 1      | 4  | Jazz, Pop Big Band                                  |      |
| Paul Weston & his Orchestra | Music for Dreaming Capitol BD-9                                                          | 07.07.1945    | 6      | 3  | Jazz, Pop Easy Listening                            |      |
| Charles Wolcott & his Orchestra with Ray Gilbert & Nestor Amaral with Bando da Lua | The Three Caballeros - Music from the Walt Disney Production Decca A-373                 | 24.03.1945    | 5      | 3  | Latin, Children’s, Stage & Screen Decca A-373       |      |